# Podział administracyjny Kościoła katolickiego w Mali
Podział administracyjny Kościoła katolickiego w Mali – w ramach Kościoła katolickiego w Mali funkcjonuje obecnie jedna metropolia, w której skład wchodzi jedna archidiecezja i pięć diecezji. 
Jednostki administracyjne Kościoła katolickiego obrządku łacińskiego w Mali:

## Metropolia Bamako
- Archidiecezja Bamako
  - Diecezja Kayes
  - Diecezja Mopti
  - Diecezja San
  - Diecezja Ségou
  - Diecezja Sikasso